# Edward James Loder

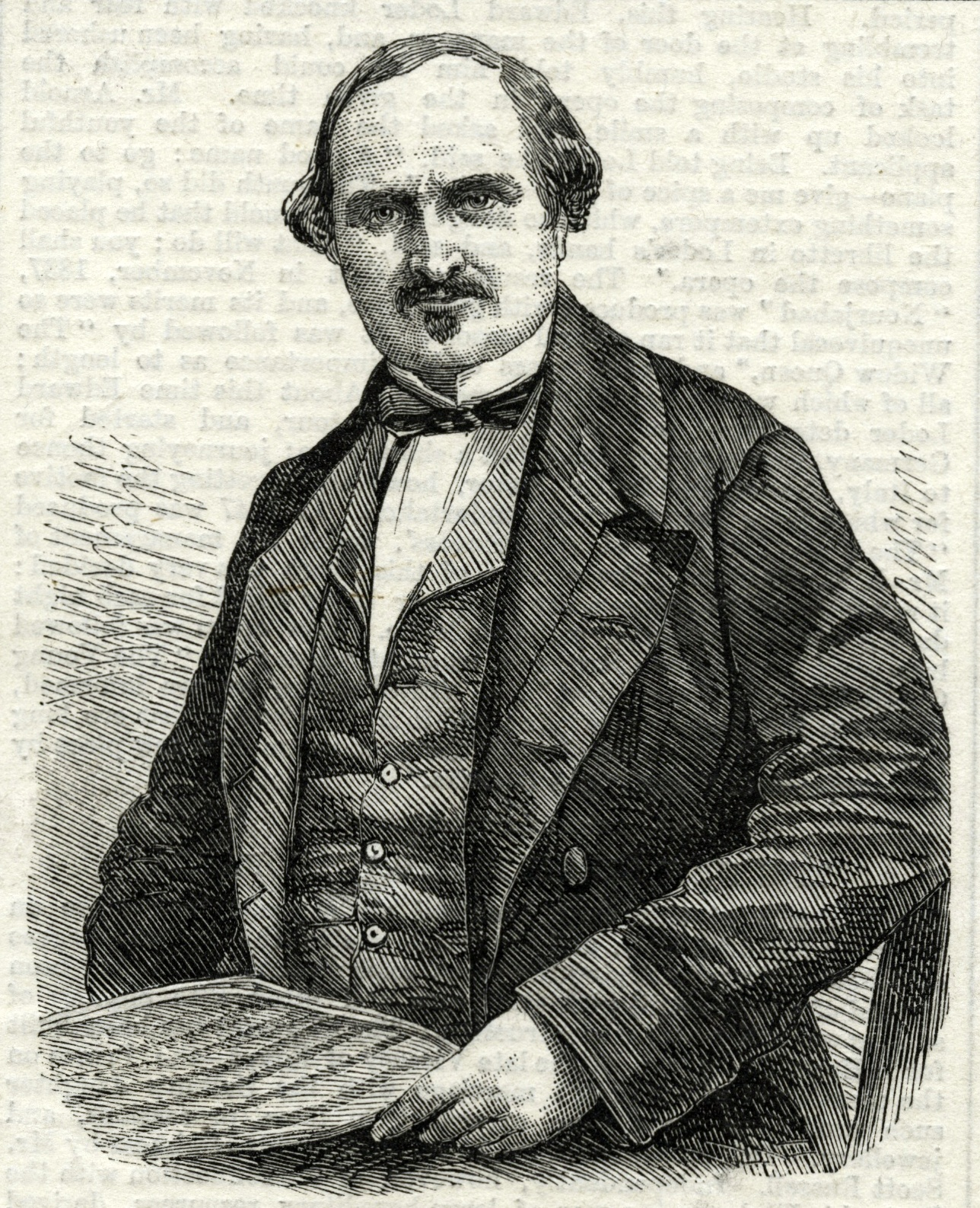
Portret van Edward James Loder op de voorpagina van de London Illustrated News, 27 nov 1858

Edward James Loder (Bath, 10 juli 1809 – Londen, 5 april 1865) was een Brits componist, muziekpedagoog, dirigent en pianist. 

## Levensloop
Loder was een zoon van John David Loder en zijn echtgenote Rosamund, geboren Mills. Zijn vader was violist en dirigent in het koninklijke theater in Bath. Ook de tweelingbroer van Edward James, John Fawcett Loder was als violist bezig en een jongere broer William Sowerby Loder was cellist; een zeer muzikaal gezin. In 1826 ging Edward James naar Frankfurt am Main, om bij Ferdinand Ries te studeren. Ries was een oude vriend van het gezin uit de tijd van diens verblijf in Londen in de periode van 1813 tot 1824. In 1828 kwam hij terug naar Engeland en begon als pianist en muziekleraar in Bath. Op 10 november 1831 huwde hij de zangeres (sopraan) Elizabeth Mary Watson. Echter, het huwelijk hield geen stand. Eliza vertrok aan het einde van de jaren 1830 naar de Verenigde Staten en Edward James verhuisde in 1834 naar Londen en maakte aldaar een succesrijke carrière als operadirigent. Aanvankelijk was hij muziekdirecteur van het Princess's Theatre in Londen, vanaf 1851 was hij dirigent van het Theatre Royal in Manchester. Later leefde hij samen met Louisa Alice Foster en hun gezamenlijke zoon Edward Loder (Garside) (1850-1940) 
Als componist schreef hij werken voor orkest, muziektheater, kamermuziek en vocale muziek. Zijn eerste succes was de opera Nourjahad in 1834. Gedurende zijn leeftijd vierde de opera The Night Dancers grote successen, maar nu is vooral nog zijn opera Raymond and Agnes uit 1855 bekend. 

## Composities

### Werken voor harmonieorkest
- The Diver, voor tuba en harmonieorkest

### Missen en andere kerkmuziek
- 1840 (9) Sacred Songs and Ballads – tekst: Michael Desmond Ryan
- 1840 The lamentation – "Sacred Song of David", voor zangstem en piano (of harp) – tekst: Michael Desmond Ryan

### Muziektheater

#### Opera's
| Voltooid in | titel                                       | aktes               | première                                      | libretto                                                 |
| ----------- | ------------------------------------------- | ------------------- | --------------------------------------------- | -------------------------------------------------------- |
| 1834        | Nourjahad                                   | 3 bedrijven         | 21 juli 1834, Londen, Lyceum Theatre          | Samuel James Arnold                                      |
| 1835        | The Covenanters, Schotse ballade opera      | 2 aktes             | 10 augustus 1835, Londen, English Opera House | Thomas John Dibdin                                       |
| 1838        | Francis the First                           |                     | 6 november 1838, Londen, Drury Lane Theatre   | McKinlan                                                 |
| 1841        | The Deer Stalkers, or The Outlaw's Daughter |                     | 12 april 1841, Londen, English Opera House    | Mark Lemon                                               |
| 1846        | The Night Dancers, or The Willis            | Introductie 2 aktes | 28 oktober 1846, Londen, Princess's Theatre   | George Soane                                             |
| 1847        | The Sultana                                 |                     | 8 januari 1848, Londen, Princess's Theatre    |                                                          |
| 1848        | Robin Goodfellow, or the Frolics of Puck    |                     | 6 december 1848, Londen, Princess's Theatre   | van de componist                                         |
| 1853        | Balcony Courtship                           |                     | 6 mei 1853, Manchester, Theatre Royal         | van de componist                                         |
| 1855        | Raymond and Agnes                           | 3 bedrijven         | 14 augustus 1855, Manchester, Theatre Royal   | Edward Fitzball, naar Matthew G. Lewis "The Monk" (1795) |

#### Operette
| Voltooid in | titel                              | aktes       | première                                     | libretto             |
| ----------- | ---------------------------------- | ----------- | -------------------------------------------- | -------------------- |
| 1848        | The Andalusian, or The Young Guard | 2 bedrijven | 20 januari 1848, Londen, Princess's Theatre  | George Soane         |
| 1859        | Never Judge by Appearances         | 1 akte      | 7 juli 1859, Londen, Adelphi Theatre         | Henri Drayton        |
| 1862        | The Countess                       |             | juni 1862, Londen, New Royalty               |                      |
| 1868        | Saved by a Song,                   |             | 21 december 1868, Londen, Princess's Theatre | Henry Robert Addison |

#### Toneelmuziek
- 1830 Black-eyed-Susan of All in the Downs – tekst: Douglas William Jerrold – première: 18 november 1830, Bath, Theatre Royal
- 1834 The Widow Queen, historisch drama – tekst: Thomas James Serle – première: 9 oktober 1834, Londen, English Opera House
- 1835 The Dice of Death, drama in 3 bedrijven – tekst: John Oxenford – première: 14 september 1835, Londen, English Opera House
- 1838 The Foresters, or Twenty-Five Years Since, drama in 3 bedrijven – tekst: Thomas James Serle – première: 19 oktober 1838, Londen, Covent Garden Theatre
- 1852 Whittington and his cat, komieke kerstpantomime – tekst: Mark Lemon – première: 27 december 1852, Manchester, Theatre Royal
- 1853 Little Red Riding Hood, komieke kerstpantomime – première: december 1853, Manchester, Theatre Royal
- 1854 Macbeth, – tekst: William Shakespeare – première: april 1854, Manchester, Theatre Royal
- 1854 Jack and the Beanstalk, komieke kerstpantomime – première: 23 december 1854, Manchester, Theatre Royal

### Vocale muziek

#### Cantates
- 1852 The Island of Calypso, cantate – tekst: George Soane – première: 14 april 1852, Londen, Exeter Hall

#### Liederen
- 1835 The home of the early years, voor sopraan (of tenor) en piano
- 1835 The old house of home, voor bariton (of sopraan) en piano
- 1835 There's a light in her laughing eye, voor bas en piano – tekst: Samuel James Arnold
- 1836 The brave old oak, voor bas en piano – tekst: Henry Fothergill Chorley
- 1836 The Outlaw, voor bas en piano – tekst: H. Carl Schiller
- 1836 Three Ages of love, voor bariton en piano – tekst: Henry Fothergill Chorley
- 1837 Oh ! here's to the Holly, voor bariton en piano – tekst: W. Mc Gregor Logan
- 1838 Oh, the merry days when we were young, voor tenor en piano – tekst: F. Byron
- 1840 Invocation to the Deep, voor zangstem en piano – tekst: Felicia Dorothea Hemans
- 1840 Maid of Athens, voor zangstem en piano – tekst: George Gordon Noel Byron
- 1840 Old Christmas, voor bariton en piano – tekst: Michael Desmond Ryan
- 1840 "'Tis night, 'tis night", serenade voor tenor en piano – tekst: James Robinson Planché
- 1844 Childhood's dreams, voor sopraan en piano – tekst: Joseph Edwards Carpenter
- 1844 Robin Hood, voor mezzosopraan en piano – tekst: George Soane
- 1844 The Bare-Footed Friar – "I'll give thee, good fellow", voor zangstem en piano – tekst: Sir Walter Scott "Ivanhoe"
- 1844 The British Anchor, voor bas en piano – tekst: Joseph Edwards Carpenter
- 1844 The right use of gold, voor zangstem en piano – tekst: Thomas Hudson
- 1845 My home, voor sopraan en piano – tekst: W.A.B.
- 1845 Sweet village bells, voor sopraan (of tenor) en piano – tekst: W.A.B.
- 1845 The colour from the flower is flown, voor middenstem en piano – tekst: Percy Bysshe Shelley
- 1846 I cannot flatter, voor tenor en piano – tekst: George Soane
- 1846 Wake from the grave, Giselle, voor tenor en piano – tekst: George Soane
- 1846 Wake my love, voor tenor en piano – tekst: George Soane
- 1847 As in the Dark and sullen Stream, voor zangstem en piano – tekst: Mark Lemon
- 1847 Father Francis, voor bas en piano – tekst: William H. Bellamy
- 1847 Philip the Falconer, voor tenor en piano – tekst: William H. Bellamy
- 1848 The Diver – "In the Caverns Deep of the Ocean Cold", voor bas en piano – tekst: G. Douglas Thompson
- 1849 The drum, the drum, voor zangstem en piano – tekst: George Soane
- 1850 I Heard a Brooklet Gushing, voor zangstem en piano – tekst: Henry Wadsworth Longfellow, naar Wilhelm Müller (1794-1827) "Wohin"
- 1851 Annie Gray, ballade voor zangstem en piano – tekst: Charles Jefferies
- 1853 There’s a Path by the River, voor zangstem en piano – tekst: Henry Robert Addison
- 1855 Martin the Man at Arms, voor zangstem en piano
- 1856 It is the miller's daughter, voor zangstem en piano – tekst: Lord Alfred Tennyson
- 1861 The Old House at Home, ballade voor zangstem en piano – tekst: Thomas Haynes Bayly
- 1862 Adieu! dear home!, ballade voor zangstem en piano – tekst: R. Bennett (Hatton)
- 1863 Beautiful Star in Heaven so bright, voor zangstem en piano – tekst: James M. Sayles
- By the waters of Xarama, voor zangstem en piano – tekst: George Linley
- Ossian's Glen, voor zangstem en piano
- Sigh No Longer, voor zangstem en piano – tekst: Charles Jefferies
- The Brooklet, voor bariton en piano
- Touch us gently, Time, voor zangstem en piano

### Kamermuziek
- 1830 Theme and Variations, voor dwarsfluit en piano
- 6 Strijkkwartetten, waaronder
- 1842 Strijkkwartet nr. 4 in Es majeur
- Sonate, voor dwarsfluit en piano
- Study in G, voor viool en piano

### Werken voor piano
- 1830 La Leggerezza, op. 15
- 1830 Rondo Pastorale
- 1830 Introduction and Rondo Brillant, op. 17
- 1833 Minuetto & Trio – Andante Sentimentale – Allegretto Scherzando, op. 19
- 1842 Three Tarentellas
- 1856 Moonlight on the Lake, notturno
- 1859 Lisette at Her Spinning Wheel
- Eighteen original melodies, in twee bundels

## Publicaties
- The First Principles of Singing: With Directions for the Formation of the Voice, Illustrated with Numerous Rules for Singing with Expression and Correct Intonation, Together with Solfeggi, in All the Principal Major and Minor Keys, to which is Added Popular Airs, D'Almaine & Company, 1838, 15 p.
- A Modern Pianoforte Tutor, D'Almaine & Company, 1839.